# Missbildning
En missbildning är en medfödd anatomisk variation som gör den drabbades anatomi dysfunktionell, till skillnad från besvär som ådras under levnadsåren. Missbildningar kan upptäckas före eller runt födseln, eller först många år senare. Missbildningar kan vara följden av genetiska abnormaliteter, miljön i livmodern, eller andra faktorer.

## Svårighetsgrader
Missbildningar kan variera från smärre fysiska anomalier (till exempel födelsemärken), grava fel i enskilda organ (som medfödda hjärtfel), till systemiska fel som påverkar flera delar av kroppen. Metaboliska defekter anses också vara missbildningar. De mest grava, som anencefali, är omöjliga att överleva. Missbildningar är en ledande orsak till spädbarnsdödlighet.

## Förekomst
Runt 2 % till 3 % av alla barn som föds har märkbara missbildningar. Missbildningar som rör hjärnan är de vanligaste, runt 10 av 1000 födda, jämfört med hjärtmissbildningar med 8 av 1000 födda, njurmissbildningar med 4 av 1000, och lemmissbildningar med 2 av 1000. Hjärtmissbildningar är den vanligaste missbildningen som leder till döden hos spädbarn, med 28 % dödlighet, följt av kromosomala anomalier och andningsorgansfel med 15 % vardera, och hjärnfel med 1 %.

## Orsaker
Ungefär 25 % av missbildningar uppstår på grund av genetiska abormaliteter. Ungefär 5 % uppstår på grund av fel i stora delar eller hela kromosomer. Några missbildningar uppstår när abnorma gener ärvs från föräldrar, men andra kan uppstå från mutationer i äggets eller spermiens arvsmassa.
Ämnen, brist på ämnen, eller infektioner i livmodern som kan orsaka missbildningar kallas teratogener. Till exempel förknippas brist på folsyra hos modern med spina bifida. Om modern blir utsatt för farliga ämnen under graviditeten (till exempel kvicksilver) eller läkemedel (som fenytoin) kan orsaka igenkännbara missbildningar. Infektioner av till exempel röda hund eller syfilis kan också påverka fostret.
Alkohol är en känd substans med fosterskadande effekt. Fostrets utveckling påverkas i negativ riktning eller avstannar helt om det blir alkoholpåverkat. Särskilt påverkas hjärnans utveckling och barnen kan födas microcephala med påverkan även på syn och hörsel. Barnen kan få ett karakteristiskt utseende med ett litet  huvud, ofta med slutningsdefekter i läpp och gom. Detta tillsammans med en störd neurologisk utveckling gör att de har bestående svårt att äta och svälja, vilket andra barn med läpp- och gomspalt inte har. Det är inte sällsynt att de föds med "grå starr" katarakt och är sällan fullseende, även om starren opereras tidigt. Om alkoholpåverkan sätts ut så snart kvinnan vet att hon är gravid, så återhämtar fostret vanligen en stor del av tillväxtförlusten.
Narkotika som den gravida kvinnan intar påverkar fostret i högre grad än henne själv. Beroende på vilken narkotika kvinnan använder får fostret mer eller mindre bestående skador, oftast av mentalt slag. Den största risken för dessa foster är att de är små för gestationsåldern men också att de är i svår abstinens då de föds och måste börja livet med narkotikaavvänjning.

## Risken under graviditeten
Den största risken för en missbildning är mellan vecka 3 och 8 i graviditeten. Före denna tid är skador på embryot sannolikt dödande, och inget barn blir fött. Efter åtta veckor är fostrets organ mer utvecklade och mindre känsliga för teratogena påverkningar.
Missbildningens typ är också besläktad med den tidpunkt när modern utsattes för teratogener. Till exempel är hjärtat missbildningsbenäget mellan vecka tre och åtta, men örat är missbildningsbenäget mellan vecka nio till vecka tolv.